# Камбоџа на Олимпијским играма
Камбоџа се први пут појавила на Олимпијским играма 1956. године. Од тада је Камбоџа са прекидима, до игара у Пекингу, слала своје представнике на још шест Летњих олимпијских игара.
На Зимским олимпијским играма Камбоџа никада није учествовала и никада није била домаћин олимпијских игара; Камбоџански олимпијци закључно са 2008. годином нису освојили ни једну медаљу на олимпијадама.
Национални олимпијски комитет Камбоџе (National Olympic Committee of Cambodia) је основан 1983. а признат од стране Међународног олимпијског комитета 1994. године.

## Медаље

### Освојене медаље на ЛОИ
| Учешће и освојене медаље Камбоџе на ЛОИ |                          |                          |                          |                          |                          |                          |                          |                          |                          |                          |
| ЛОИ                                     | Носилац заставе          | Учешће                   | Муш.                     | Жене                     | спорт.                   | Злато                    | Сребро                   | Бронза                   | Укупно                   | Ранг                     |
| 1956 Мелбурн и Стокхолм                 |                          |                          |                          |                          |                          | 0                        | 0                        | 0                        | 0                        |                          |
| 1960 Рим                                | Камбоџа није учествовала | Камбоџа није учествовала | Камбоџа није учествовала | Камбоџа није учествовала | Камбоџа није учествовала | Камбоџа није учествовала | Камбоџа није учествовала | Камбоџа није учествовала | Камбоџа није учествовала | Камбоџа није учествовала |
| 1964 Токио                              |                          |                          |                          |                          |                          | 0                        | 0                        | 0                        | 0                        |                          |
| 1968 Мексико Сити                       | Камбоџа није учествовала | Камбоџа није учествовала | Камбоџа није учествовала | Камбоџа није учествовала | Камбоџа није учествовала | Камбоџа није учествовала | Камбоџа није учествовала | Камбоџа није учествовала | Камбоџа није учествовала | Камбоџа није учествовала |
| 1972 Минхен                             |                          |                          |                          |                          |                          | 0                        | 0                        | 0                        | 0                        |                          |
| 1976 Монтреал                           | Камбоџа није учествовала | Камбоџа није учествовала | Камбоџа није учествовала | Камбоџа није учествовала | Камбоџа није учествовала | Камбоџа није учествовала | Камбоџа није учествовала | Камбоџа није учествовала | Камбоџа није учествовала | Камбоџа није учествовала |
| 1980 Москва                             | Камбоџа није учествовала | Камбоџа није учествовала | Камбоџа није учествовала | Камбоџа није учествовала | Камбоџа није учествовала | Камбоџа није учествовала | Камбоџа није учествовала | Камбоџа није учествовала | Камбоџа није учествовала | Камбоџа није учествовала |
| 1984 Лос Анђелес                        | Камбоџа није учествовала | Камбоџа није учествовала | Камбоџа није учествовала | Камбоџа није учествовала | Камбоџа није учествовала | Камбоџа није учествовала | Камбоџа није учествовала | Камбоџа није учествовала | Камбоџа није учествовала | Камбоџа није учествовала |
| 1988 Сеул                               | Камбоџа није учествовала | Камбоџа није учествовала | Камбоџа није учествовала | Камбоџа није учествовала | Камбоџа није учествовала | Камбоџа није учествовала | Камбоџа није учествовала | Камбоџа није учествовала | Камбоџа није учествовала | Камбоџа није учествовала |
| 1992 Барселона                          | Камбоџа није учествовала | Камбоџа није учествовала | Камбоџа није учествовала | Камбоџа није учествовала | Камбоџа није учествовала | Камбоџа није учествовала | Камбоџа није учествовала | Камбоџа није учествовала | Камбоџа није учествовала | Камбоџа није учествовала |
| 1996 Атланта                            |                          |                          |                          |                          |                          | 0                        | 0                        | 0                        | 0                        |                          |
| 2000 Сиднеј                             |                          |                          |                          |                          |                          | 0                        | 0                        | 0                        | 0                        |                          |
| 2004 Атина                              |                          |                          |                          |                          |                          | 0                        | 0                        | 0                        | 0                        |                          |
| 2008 Пекинг                             |                          |                          |                          |                          |                          | 0                        | 0                        | 0                        | 0                        |                          |
| 2012 Лондон                             |                          |                          |                          |                          |                          | 0                        | 0                        | 0                        | 0                        |                          |
| 2016 Рио де Жанеиро                     |                          |                          |                          |                          |                          | 0                        | 0                        | 0                        | 0                        |                          |
| 2020. Токио                             |                          |                          |                          |                          |                          |                          |                          |                          |                          |                          |
| 2024. Париз                             |                          |                          |                          |                          |                          |                          |                          |                          |                          |                          |
| 2028. Лос Анђелес                       | предстојећи догађај      |                          |                          |                          |                          |                          |                          |                          |                          |                          |
| 2032. Бризбејн                          | предстојећи догађај      |                          |                          |                          |                          |                          |                          |                          |                          |                          |
| Укупно                                  |                          |                          |                          |                          |                          | 0                        | 0                        | 0                        | 0                        |                          |